# ییژی اسووبودا
ییژی اسووبودا (چکی: Jiří Svoboda؛ زادهٔ ۱۹ آوریل ۱۹۴۱) بازیکن والیبال اهل چکسلواکی بود.